# Полонне (станція)
Полонне — проміжна залізнична станція Козятинської дирекції залізничних перевезень Південно-Західної залізниці, розташована у місті Полонне.

## Історія
Станція Полонне будувалася як частина залізниці Київ — Брест, що була побудована в 1870—1873 роках на кошти приватного акціонерного Товариства Києво-Брестської залізниці. У 1870 р. Товариство купило східну частину Києво-Балтської залізниці. Через вкладення коштів у цей проєкт трохи сповільнилося будівництво залізниці Київ — Брест. Проте вже 1 березня 1873 року відкрито рух поїздів від Бердичева до Кривина, що проходив через станцію Полонне. За деякими даними, саму станцію відкрили в серпні 1873 року одночасно із відкриттям руху на всій лінії Бердичів — Ковель. З 1 липня 1878 року станція Полонне належить до новоствореного товариства Південно-Західних залізниць.
 Електрифікована разом з усією лінією 1964 року.

## Сполучення
- Приміські електропоїзди Шепетівка-Козятин із можливістю зручної пересадки в Козятині на Вінницю або Київ. Також є декілька прискорених електропоїздів Рівне — Шепетівка — Київ із попереднім продажем квитків.
- На станції мають зупинку деякі поїзди далекого сполучення. Можна доїхати без пересадок у Рівне, Луцьк, Ковель, Ужгород, Львів, Вінницю, Одесу, Дніпропетровськ, Запоріжжя, Миколаїв, Херсон, Мелітополь, Івано-Франківськ тощо.
- Новинкою графіка 2017 року стала група безпересадкових вагонів «Луцьк — Харків» (через Павлиш, Кременчук, Полтаву) та поїзд «Івано-Франківськ — Миколаїв».